# Zbožíčko
Zbožíčko je obec v okrese Nymburk ve Středočeském kraji. Je vzdálená osm kilometrů severozápadně od Nymburku. Náleží k Mikroregionu Nymbursko. Žije zde 269 obyvatel.

## Historie
První písemná zmínka o obci pochází z roku 1410.
V obci Zbožíčko (přísl. Kačerov, 369 obyvatel) byly v roce 1932 evidovány tyto živnosti a obchody: 2 hostince, kolář, kovář, 2 obuvníci, 6 rolníků, řezník, obchod se smíšeným zbožím, trafika, 2 truhláři, velkostatek Heller.

## Obyvatelstvo
| Rok            | 1869 | 1880 | 1890 | 1900 | 1910 | 1921 | 1930 | 1950 | 1961 | 1970 | 1980 | 1991 | 2001 | 2011 | 2021 |
| -------------- | ---- | ---- | ---- | ---- | ---- | ---- | ---- | ---- | ---- | ---- | ---- | ---- | ---- | ---- | ---- |
| Počet obyvatel | 247  | 260  | 332  | 333  | 326  | 369  | 352  | 299  | 287  | 269  | 208  | 161  | 175  | 189  | 263  |
| Počet domů     | 42   | 44   | 51   | 55   | 60   | 65   | 74   | 89   | 85   | 80   | 74   | 87   | 87   | 96   | 106  |

## Obecní správa

### Územněsprávní začlenění
Dějiny územněsprávního začleňování zahrnují období od roku 1850 do současnosti. V chronologickém přehledu je uvedena územně administrativní příslušnost obce v roce, kdy ke změně došlo:
- 1850 země česká, kraj Jičín, politický i soudní okres Nymburk, obec Straky[7]
- 1855 země česká, kraj Mladá Boleslav, soudní okres Nymburk, obec Straky
- 1868 země česká, politický okres Poděbrady, soudní okres Nymburk, obec Straky
- 1920 země česká, politický okres Poděbrady, soudní okres Nymburk[8]
- 1936 země česká, politický i soudní okres Nymburk[9]
- 1939 země česká, Oberlandrat Kolín, politický i soudní okres Nymburk[10]
- 1942 země česká, Oberlandrat Hradec Králové, politický i soudní okres Nymburk[11]
- 1945 země česká, správní i soudní okres Nymburk[12]
- 1949 Pražský kraj, okres Nymburk[13]
- 1960 Středočeský kraj, okres Nymburk
- k 1. lednu 1980 Středočeský kraj, okres Nymburk, obec Straky[8]
- k 1. lednu 1992 Středočeský kraj, okres Nymburk[8]
- 2003 Středočeský kraj, okres Nymburk, obec s rozšířenou působností Nymburk

### Obecní symboly
Znak a vlajka byly obci uděleny rozhodnutím předsedy Poslanecké sněmovny Parlamentu České republiky dne 12. května 2016.

## Doprava
Dopravní síť
- Pozemní komunikace – Obcí prochází silnice II/332 Lysá nad Labem – Milovice – Krchleby.

Veřejná doprava 2025
- Autobusová doprava – V obci měly zastávku autobusová linka 432 v trase Lysá nad Labem, žel. st. - Milovice, žel. st. - Zbožíčko - Straky - Všejany - Čachovice - Vlkava, náves - Luštěnice - Mladá Boleslav, Bezděčín - Mladá Boleslav, aut. st. a linka 434 v trase Nymburk, hl. nádr. - Dvory - Straky - Zbožíčko - Milovice, žel. st. - Jiřice - Benátky nad Jizerou, aut. st.

## Galerie

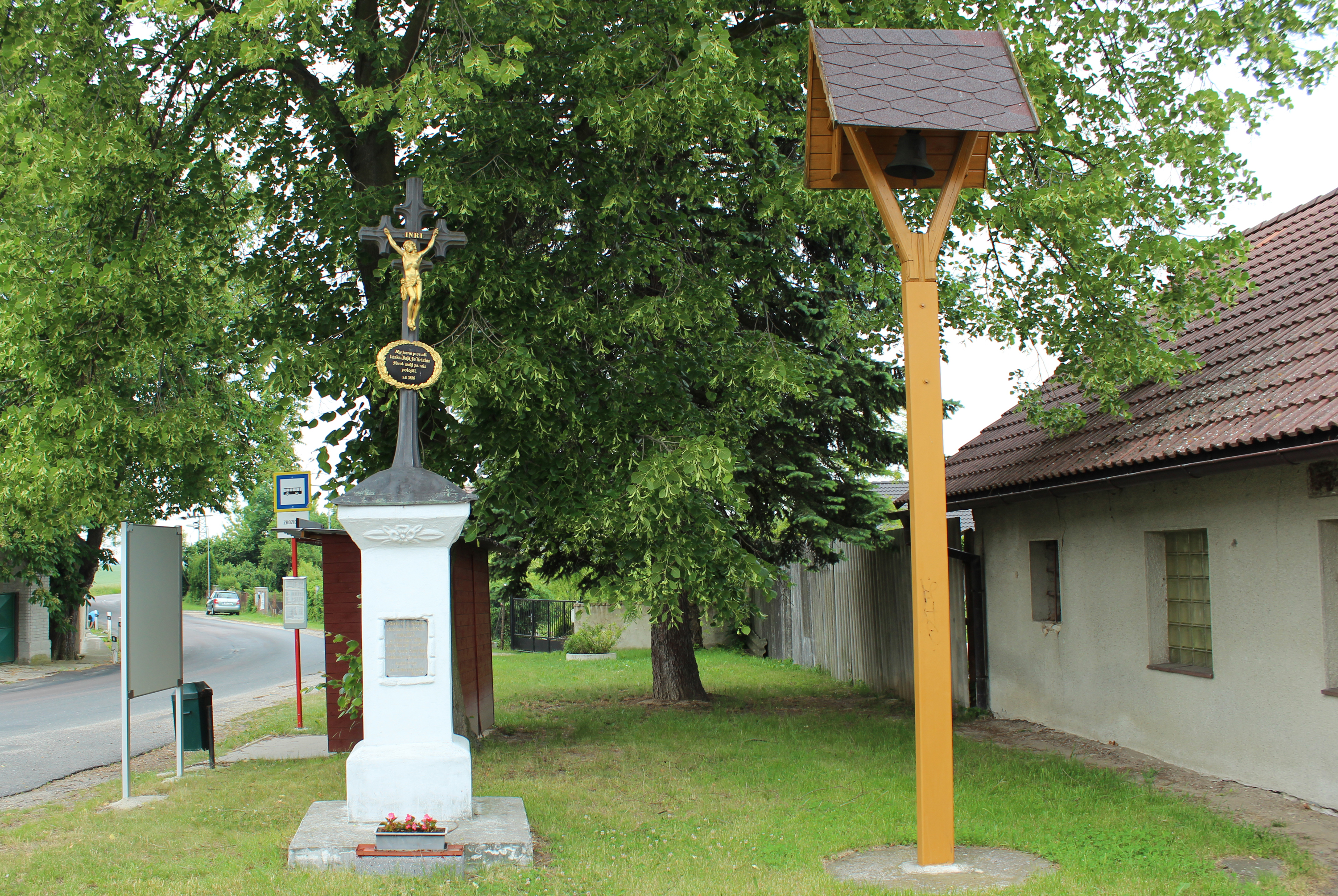
Zvonička a kříž
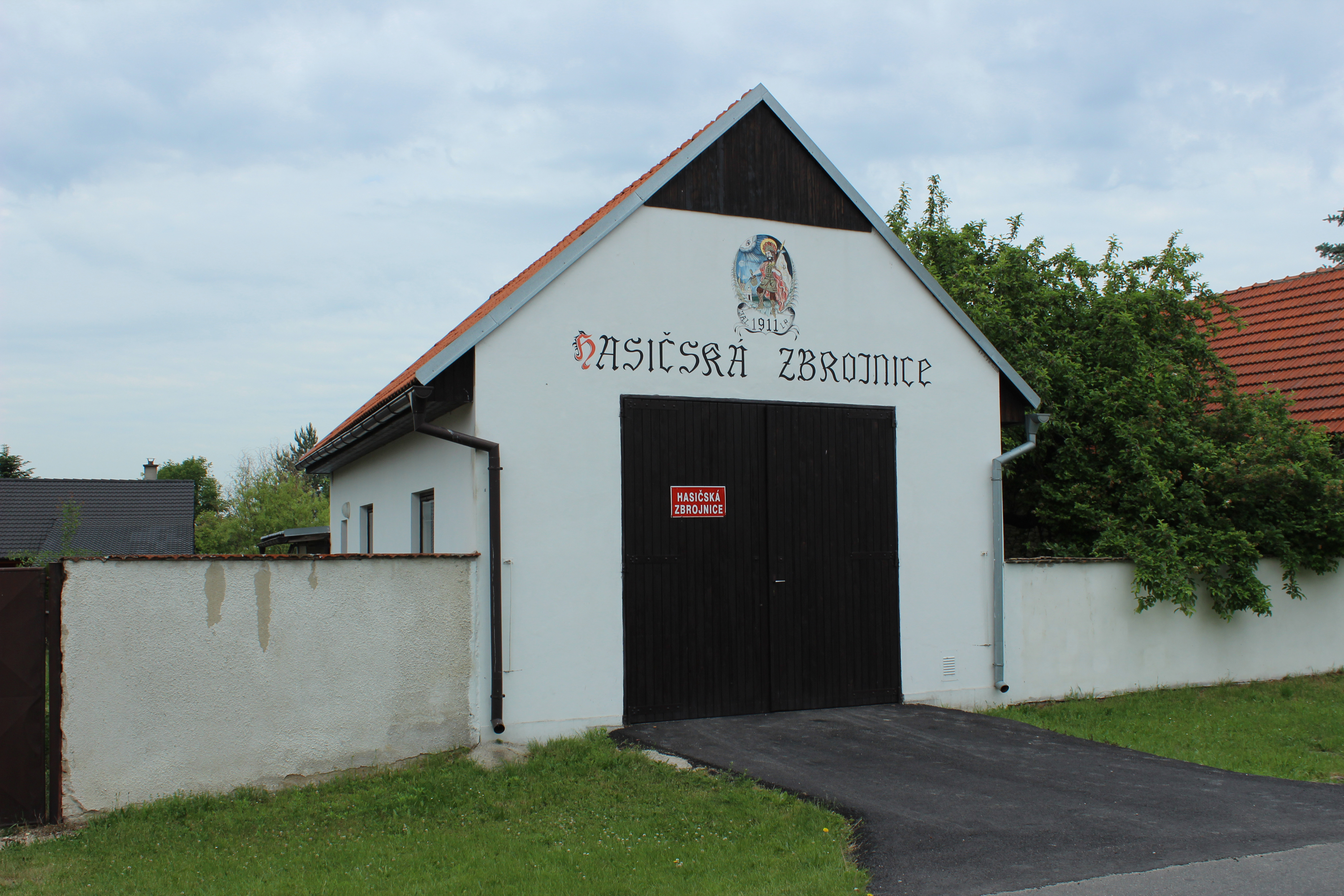
Hasičská zbrojnice
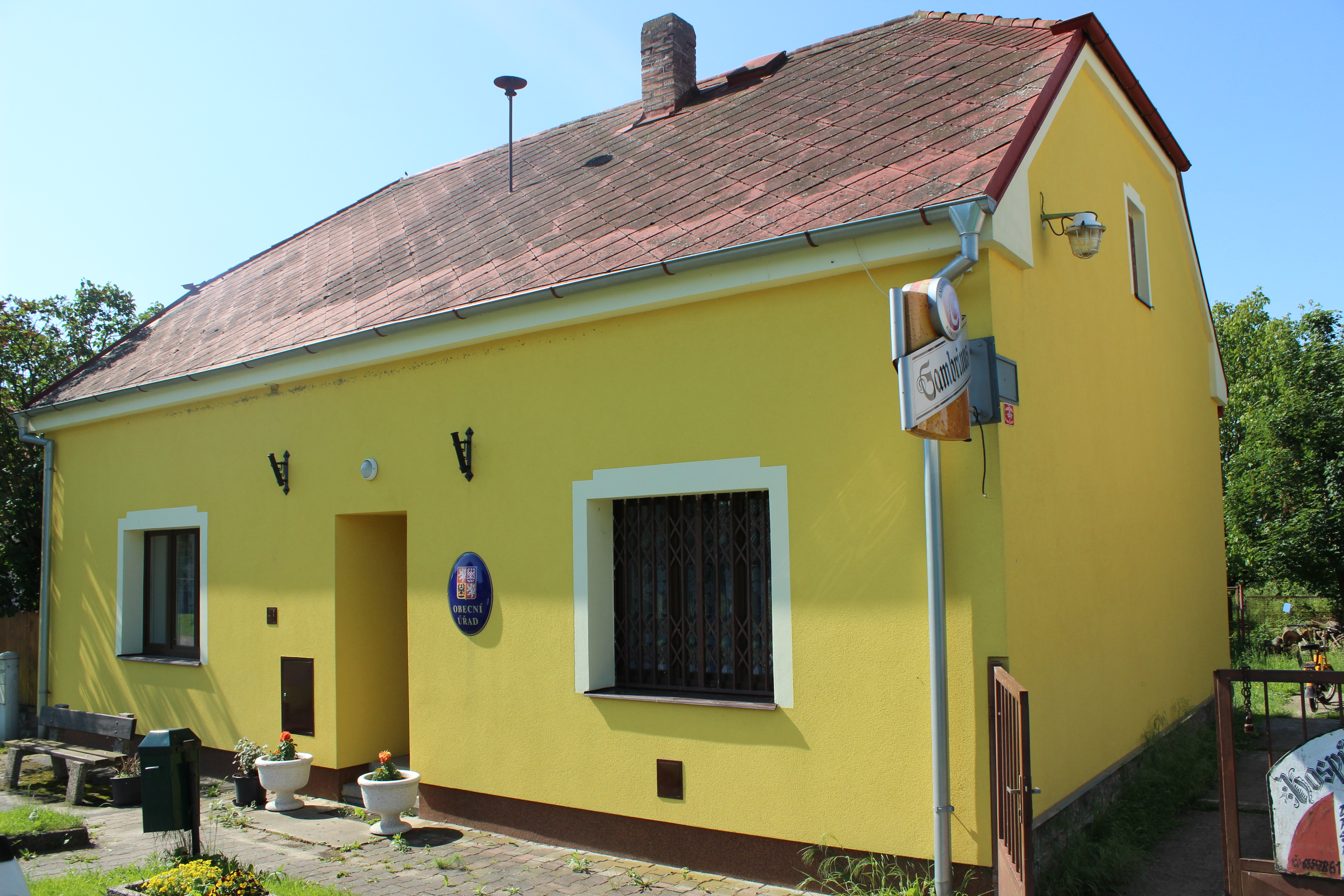
Obecní úřad, jehož součástí je i místní hospoda
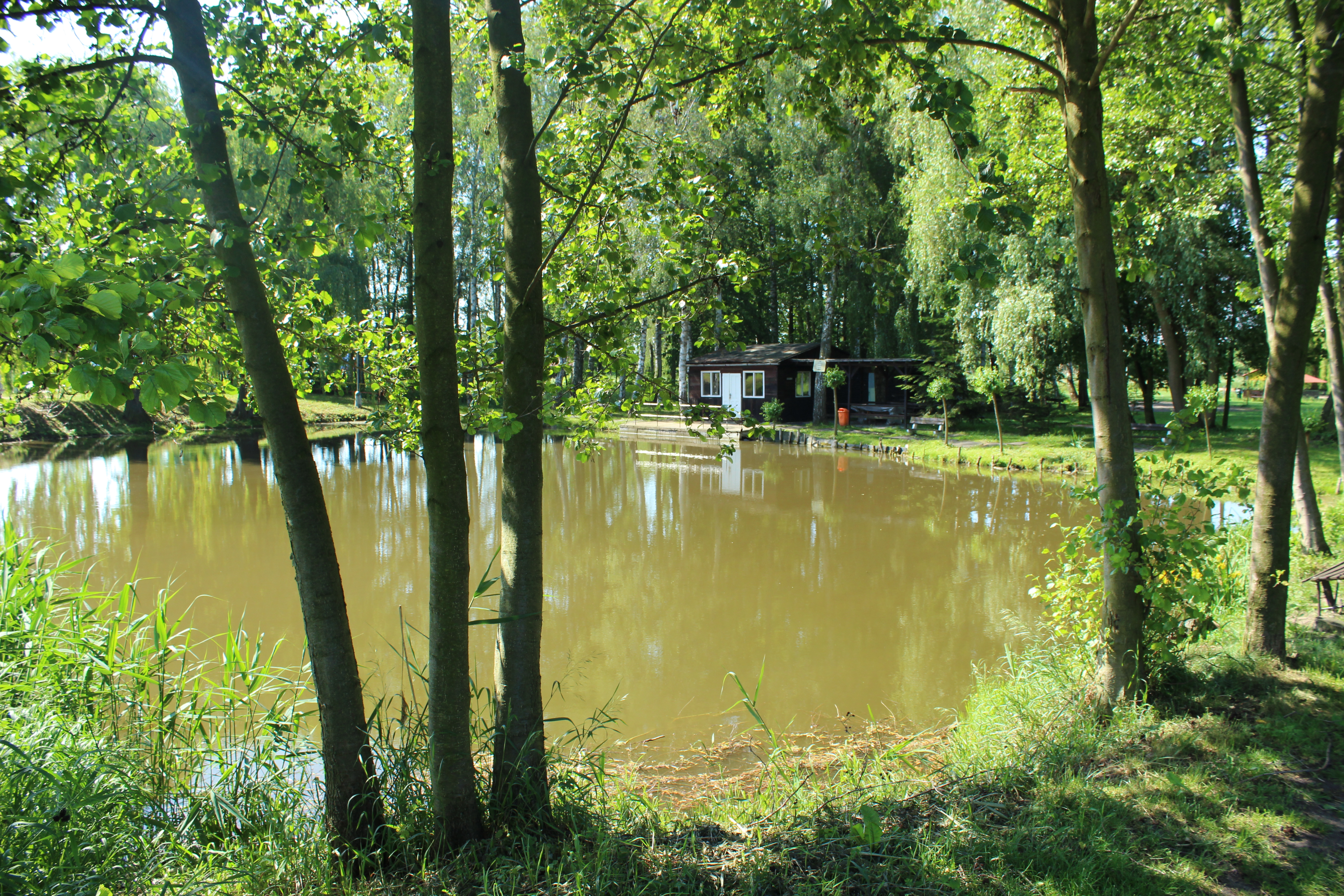
Rybník situovaný uprostřed vesnice
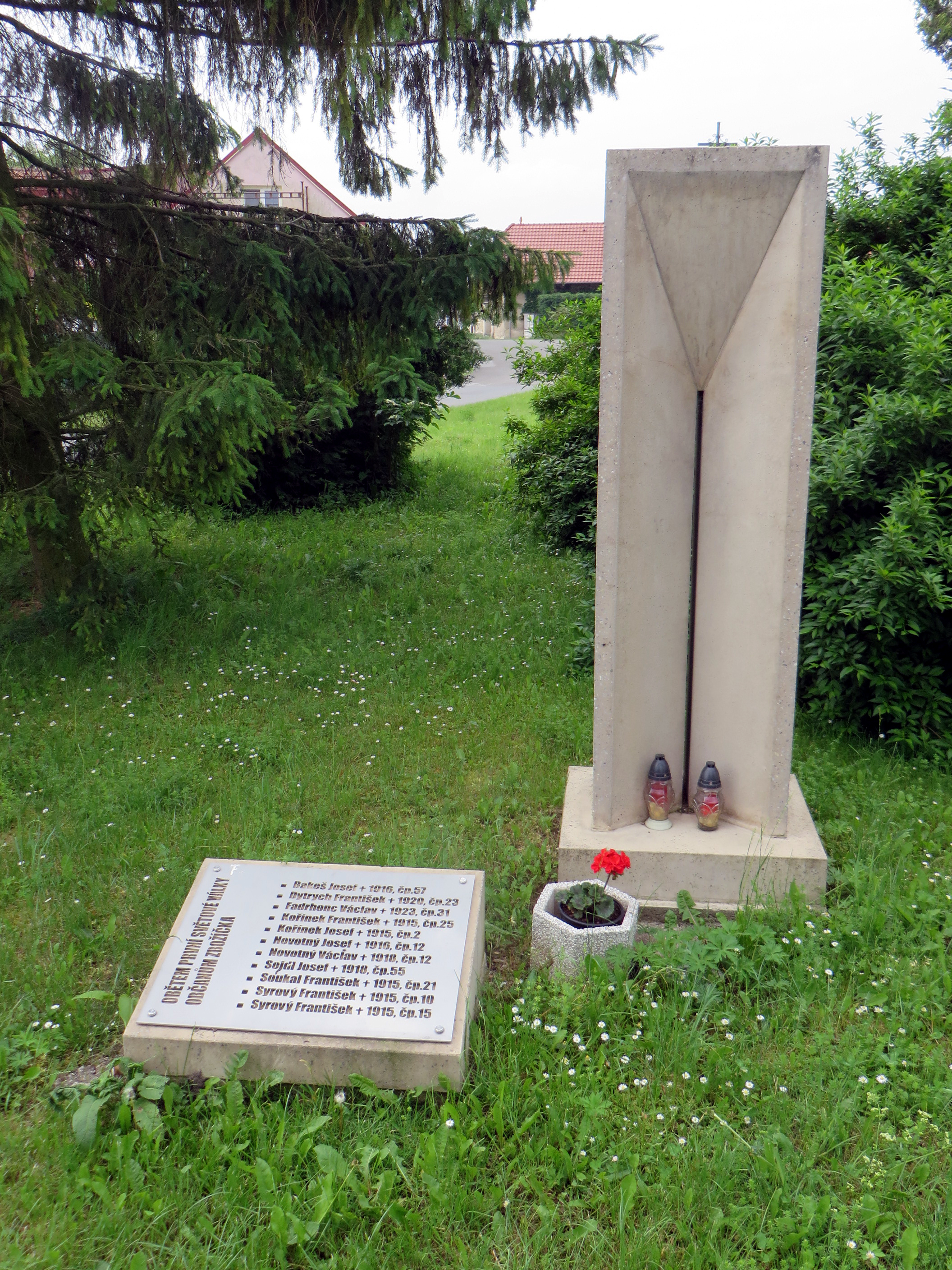
Památník obětem první světové války